# 策普科
策普科是德国梅克伦堡-前波莫瑞州的一个市镇。总面积12.58平方公里，总人口218人，其中男性113人，女性105人（2011年12月31日），人口密度17人/平方公里。